# 川上量生
川上量生（日语：／ Kawakami Nobuo，1968年4月28日—）是出生於日本愛媛縣的KADOKAWA董事、Khara董事、多玩國顧問，以及影片製作人。妻子是經產官僚須賀千鶴，兩人育有一子。
曾任資訊企業多玩國會長、角川多玩國會長。

## 經歷
自京都大學畢業後，川上量生曾在一段時間從事普通上班族的工作。之後在1997年成立了娛樂資訊性質的多玩國公司，並在2000年成為該公司會長。2006年則另任職了多玩國旗下的Niwango通訊服務公司與唱片企業愛貝克思的董事。
從2011年開始，川上量生為了了解從事電影製作人的方法，在動畫吉卜力工作室的製作人鈴木敏夫底下學習。而川上量生最初實習的作品是由宮崎吾朗執導的《來自紅花坂》、隨後也參與過宮崎駿拍攝的動畫《風起》。之後川上量生首次以電影製作人身份拍攝的影片，是與女性導演砂田麻美合作、在2013年秋季發表的以吉卜力工作室為主題的紀錄片《夢想與瘋狂的王國》。

## 參與作品
- 來自紅花坂（2011年）：影片製作人實習生
- 巨神兵現身東京（2012年）
- 巨神兵現身東京劇場版（2012年）
- 風起（2013年）：影片製作人實習生
- 夢想與瘋狂的王國（2013年）：影片製作人
- 正宗哥吉拉（2016年）：企劃協力

## 外部連結
- 川上量生在互联网电影资料库（IMDb）上的資料（英文）